# 大塚功
大塚功（おおつか いさお、1942年8月3日 - 2006年6月26日）は、日本の大蔵官僚。血液型はA型。

## 来歴
香川県仲多度郡満濃町出身。香川県立丸亀高等学校、東京大学法学部卒業。東大法学部在学中に国家公務員上級甲種試験（法律）を合格。1965年 大蔵省入省（主計局総務課）。1970年7月 酒田税務署長。1989年6月23日 北海道財務局長。1990年6月29日 大臣官房審議官（大臣官房担当）。1991年6月11日 大臣官房付。同年6月17日 外務省在イギリス日本国大使館公使。1994年7月1日 外務省在ニューオリンズ総領事館領事。1997年7月15日 大臣官房付・退官。同年7月29日 海外経済協力基金理事。1999年10月1日 国際協力銀行理事（〜2001年2月21日）。2001年2月21日 外務省駐ジャマイカ大使館特命全権大使（〜2003年9月26日）。2006年6月28日 心不全で死去。

### 官歴
- 1964年9月：国家公務員上級甲種試験（法律）を合格[3]。
- 1965年4月：大蔵省入省（主計局総務課）。
- 1966年9月：近畿財務局理財部。
- 1967年4月：大臣官房調査企画課。
- 1968年7月：大臣官房調査企画課調査主任[4]。
- 1969年7月：大臣官房調査企画課調査第二係長[5]。
- 1970年7月：酒田税務署長。
- 1971年7月：主計局調査課長補佐（計画）心得[6]。
- 1972年7月：主計局調査課長補佐（計画）[7]。
- 1973年7月：大阪国税局総務部総務課長。
- 1975年7月：日本輸出入銀行総務部調査役。
- 1976年7月：国際金融局投資第三課長補佐。
- 1978年7月：国税庁長官官房人事課長補佐。
- 1980年7月：東京国税局間税部長。
- 1981年7月：大臣官房付（外務研修）。
- 1982年5月：外務省欧州共同体日本政府代表部参事官 兼 在ベルギー日本国大使館参事官。
- 1985年6月：経済企画庁調整局財政金融課長。
- 1987年7月：銀行局検査部審査課長。
- 1988年6月：関税局企画課長。
- 1989年6月23日：北海道財務局長。
- 1990年6月29日：大臣官房審議官（大臣官房担当）。
- 1991年6月11日：大臣官房付。
- 1991年6月17日：外務省在イギリス日本国大使館公使。
- 1994年7月1日 外務省在ニューオリンズ総領事館領事。
- 1997年7月15日：大臣官房付・退官。